# 丹水
丹水，古河流的名称。因水中有丹鱼而得名。起于古上洛，今商洛市商州区的凤凰山。描述出自北魏 郦道元的《水经注·丹水》。
丹水镇，为中华人民共和国西峡县东南部的一个镇。丹水古称菊水，《汉书·地理志》记载：「析有菊水，出析谷」（析县，即西峡县）。东汉应劭的《风俗通》中载：「其山有大菊谷，水从山下流，得菊花滋液，味甚甘美，谷中三十余家，不复穿井，皆饮此水，上寿百二三十，中寿百岁，下寿七八十......」。
恐龙遗迹园位于该镇，為国家4A级景区，是一大型恐龙主题公园。

## 延伸阅读
[在维基数据编辑]
 《欽定古今圖書集成·方輿彙編·山川典·丹水部》，出自陈梦雷《古今圖書集成》